# Роминг Шорс (Охајо)
Роминг Шорс (енгл. Roaming Shores) град је у америчкој савезној држави Охајо.

## Демографија
По попису из 2010. године број становника је 1.508, што је 269 (21,7%) становника више него 2000. године.
| Група             | 2000.         | 2010.         |
| Белци             | 1.203 (97,1%) | 1.479 (98,1%) |
| Афроамериканци    | 20 (1,6%)     | 8 (0,5%)      |
| Азијати           | 1 (0,1%)      | 4 (0,3%)      |
| Хиспаноамериканци | 4 (0,3%)      | 8 (0,5%)      |
| Укупно            | 1.239         | 1.508         |